# Instituto Yunus Emre
El Instituto Yunus Emre (en turco: Yunus Emre Enstitüsü) es una fundación turca fundada en 2007. Su misión es la difusión y enseñanza en el extranjero de la lengua, la cultura y las artes turcas.

## Fundación y organización
El Instituto Yunus Emre fue fundado el 5 de mayo de 2007 por la ley n.º 5653. Hace referencia al poeta y filósofo sufí Yunus Emre (1238-1321).
Su misión es «asegurar la fundación y el funcionamiento de centros culturales en el extranjero para difundir y dar a conocer Turquía, su patrimonio cultural, su lengua, su cultura y su arte, desarrollar los intercambios culturales y las relaciones de amistad con otros países».
La red entró en funcionamiento en 2009.

## Sedes

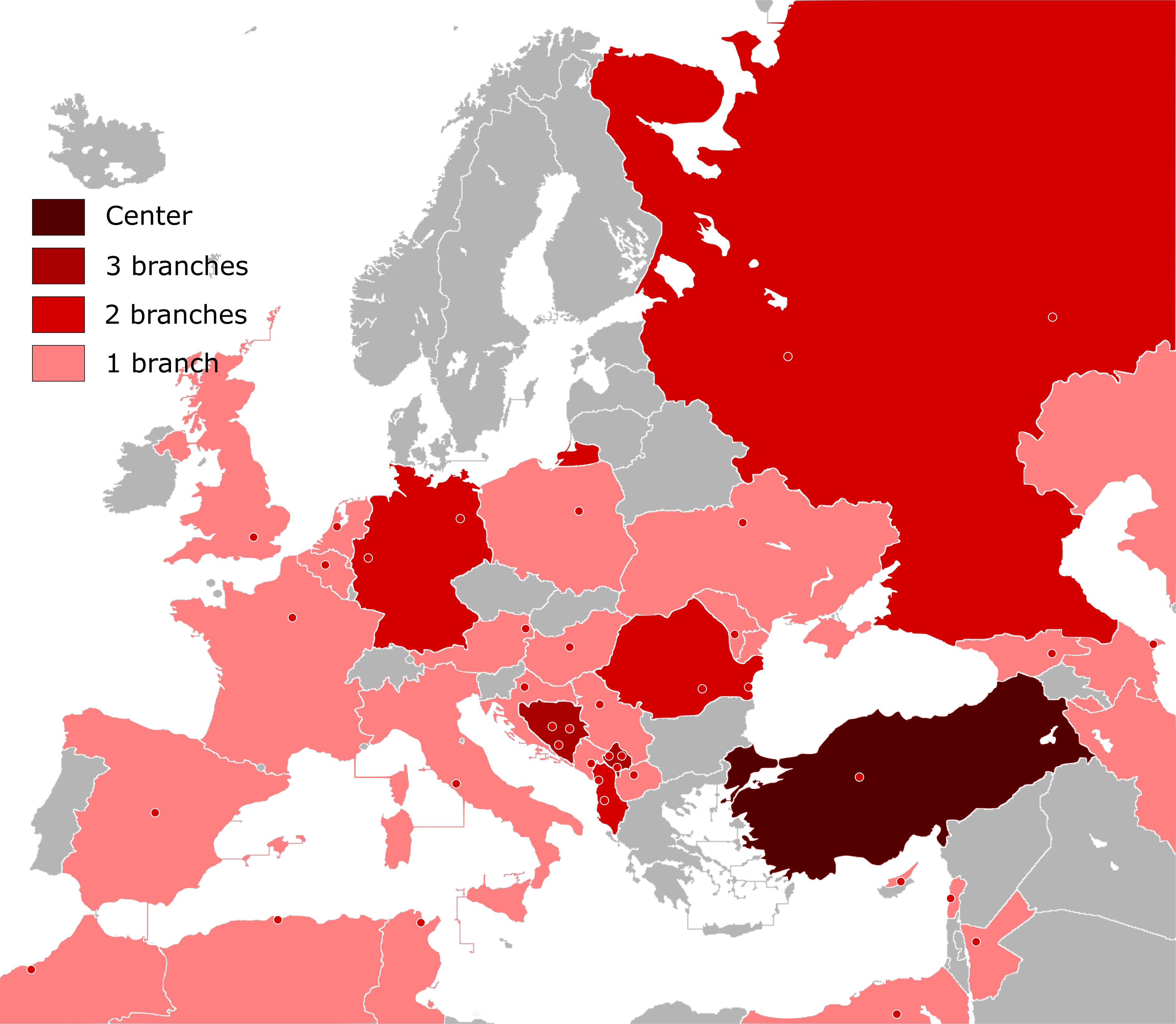
Distribución de los centros del Instituto Yunus Emre en Europa

En 2016, el Instituto Yunus Emre cuenta con 45 centros en 4 continentes.
- Turquía: Ankara
- Afganistán: Kabul
- Albania: Shkodër y Tirana
- Alemania: Berlín y Colonia
- Argelia: Argel
- Australia: Melbourne
- Austria: Viena
- Azerbaiyán: Ankara
- Bahamas: Manama
- Bélgica: Bruselas
- Bosnia y Herzegovina: Fojnica, Mostar y Sarajevo
- Chipre del Norte: Nicosia
- Corea del Sur: Seúl
- Croacia: Zagreb
- Egipto: El Cairo
- España: Madrid
- Estados Unidos: Washington, D. C.
- Francia: París
- Georgia: Tiflis
- Hungría: Budapest
- Irán: Teherán
- Irlanda: Dublín
- Italia: Roma
- Japón: Tokio
- Jordania: Amán
- Kazajistán: Nursultán
- Kosovo: Peć, Pristina y Prizren
- Líbano: Beirut
- Macedonia del Norte: Skopje
- Malasia: Kuala Lumpur
- Marruecos: Rabat
- México: Ciudad de México
- Moldavia: Comrat
- Montenegro: Podgorica
- Países Bajos: Ámsterdam
- Pakistán: Karachi y Lahore
- Autoridad Palestina: Jerusalén y Ramala
- Polonia: Varsovia
- Reino Unido: Londres
- Rumania: Bucarest y Constanza
- Rusia: Moscú
- Senegal: Dakar
- Serbia: Belgrado
- Somalia: Mogadiscio
- Sudáfrica: Johannesburgo
- Sudán: Jartum
- Túnez: Túnez
- Ucrania: Kiev
- Venezuela: Caracas